# ميشيل روبرت
ميشيل روبرت (بالفرنسية: Michel Robert)‏ هو لاعب فروسية استعراضية ‏ فرنسي، ولد في 24 ديسمبر 1948 في Corbelin ‏ في فرنسا.

## وصلات خارجية
- ميشيل روبرت على موقع الاتحاد الدولي للفروسية (الإنجليزية)
- ميشيل روبرت على موقع FEI (رابط بديل) (الإنجليزية)
- ميشيل روبرت على موقع اللجنة الأولمبية الدولية (الإنجليزية)
- ميشيل روبرت على موقع أوليمبيديا (الإنجليزية)